# Paijala begravningsplats
Paijala begravningsplats (finska: Paijalan hautausmaa) är en begravningsplats i Tusby i det finländska landskapet Nyland. Begravningsplatsen som ägs av Tusby församling ligger i Paijalannummi i Skavaböle. Paijala begravningsplats invigdes 1896 och området är cirka 10 hektar stor. Begravningsplatsen grundades när kyrkogården omkring Tusby kyrka blev för liten.

## Framstående gravmonumenter
Lista över framstående gravmonumenter på Paijala begravningsplats:
- Minnessten över hjältar som begravdes i Terijoki.
- Minnesmärke över de som har fallit för övertygelsen.
- Ylitalo graven alltså släkten Eskelins och Ehos släktgravar.
- Peltola husets grav alltså släkten Winqvists grav. Där blev bland annat Mannerheimkorsets riddare nummer 55 Rolf Winqvist begraven.
- Köpman Oskar Salmis grav från Koskenmäki.
- Graven till huset Yli-Postis ägarna.
- Graven till karelska handelsman i Koskenmäki.
- Juho Tikkanens grav. Han var chefen för Tusby lederfabrik.
- Riksdagsman och minister Juho Niukkanens grav.

## Kapell
Det finns två kapell vid Paijala begravningsplats. Det gamla kapellet i trä färdigställdes 1910 enligt arkitekt Ernst Albin Krancks ritningar. Det nyare stenkapellet har ritats av arkitekt Timo Suomalainen och färdigställdes 1993.

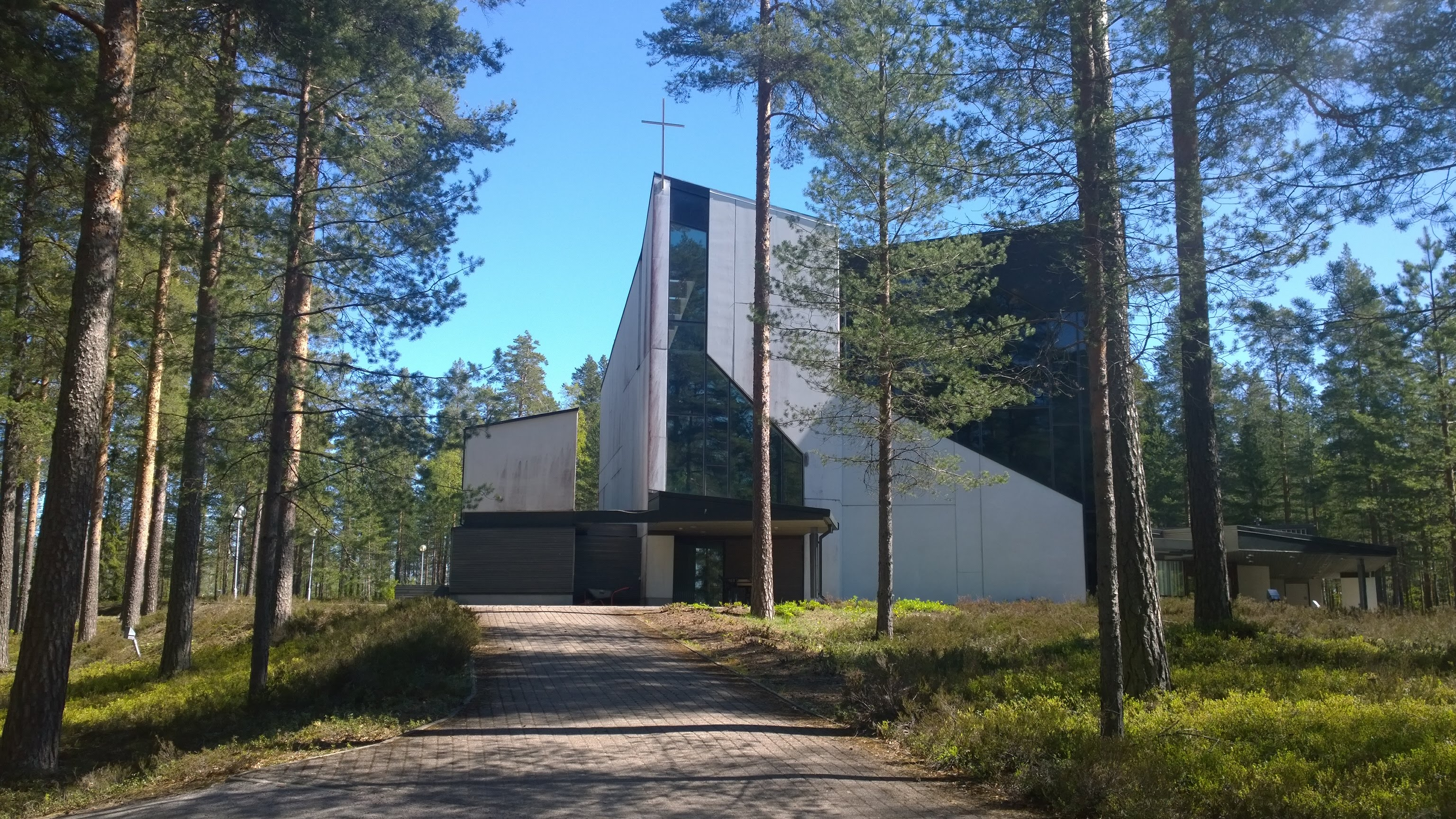
Det nya kapellet
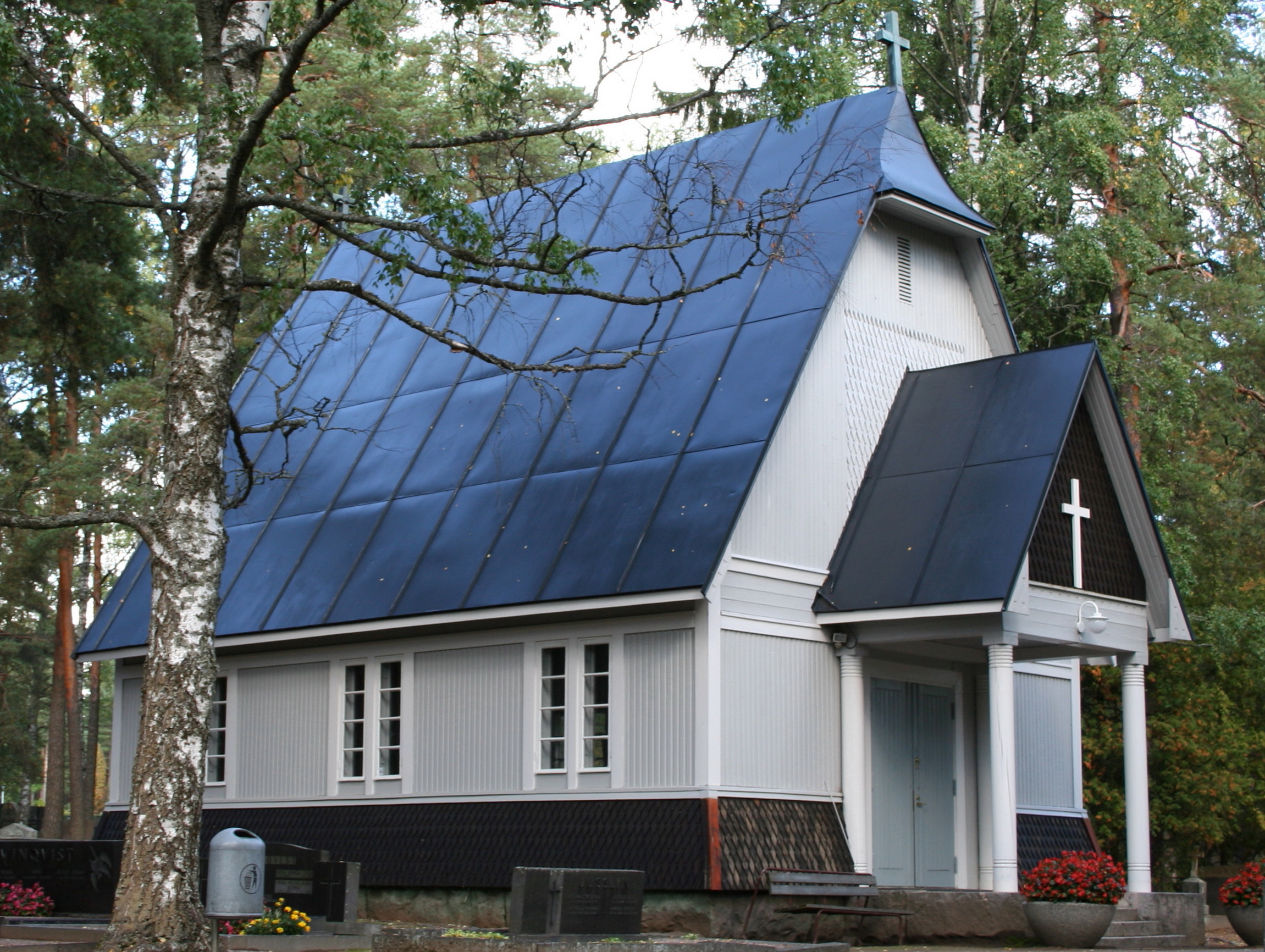
Det gamla kapellet